# Армійська група «B» (Німецька імперія)
Армійська група «B» (нім. Armee-Abteilung B), також армійська група Геде (нім. Armee-Abteilung Gaede) — армійська група Імперської армії Німеччини за часів Першої світової війни.

## Історія
У серпні 1914 року на Західному фронті німецькі частини 7-ї армії відбили спробу французького наступу під Мюльгаузеном в Ельзасі, після чого її частини висунулися для подальшого наступу в ході, так званого «бігу до моря» на північ Франції. На фронті обороняти визначений сектор лишилися тільки 3 бригади ландверу під командуванням заступника командира XIV корпусу генерала від інфантерії Г.Геде. 19 вересня 1914 року на основі цих частин була створена армійська група «Геде». 4 вересня 1916 року об'єднання було перейменоване на армійську групу «B». Воно брало участь у війні у складі групи армій герцога Альбрехта Вюртемберзького до самого кінця війни.

## Райони бойових дій
- Верхній Ельзас (19.09.1914 — після 12.11.1918)

## Командування

### Командувачі
- генерал від інфантерії Ганс Геде (нім. Hans Gaede) (19 вересня 1914 — 3 вересня 1916);
- генерал від інфантерії Еріх фон Гюндель (нім. Erich von Gündell) (3 вересня 1916 — 11 листопада 1918).

## Бойовий склад армійської групи «B»
- 4 змішані ландверні бригади.

- 64-й корпус особливого призначення (Generalkommando zbV 64):
  - 6-та баварська ландверна дивізія (6. Bayerische Landwehr-Division);
  - 4-та стрілецька кавалерійська дивізія (4. Schützen Kavallerie-Division);
  - 7-ма стрілецька кавалерійська дивізія (7. Schützen Kavallerie-Division);
- 10-й армійський корпус (X. Armee-Korps):
  - 26-ша ландверна дивізія (26. Landwehr-Division);
  - 30-та баварська резервна дивізія (30. Kgl. Bayerische Reserve-Division);
  - 31-ша піхотна дивізія (31. Infanterie-Division);
- 12-й (1-й Королівський саксонський) армійський корпус (XII. (I. Königlich Sächsisches) Armee-Korps):
  - 44-та ландверна дивізія (44. Landwehr-Division);
  - 25-та ландверна дивізія (25. Landwehr-Division).